# Edward Mordake
Edward Mordake (czasami w pisowni Edward Mordrake) – według niepotwierdzonych doniesień angielski dziedzic tytułu para mający dodatkową twarz z tyłu swej głowy. Twarz ta nie mogła jeść ani głośno mówić, ale widziano, jak śmiała się i drwiła, gdy Mordake płakał. Mordake miał błagać lekarzy, aby usunęli tę „demoniczną twarz”, twierdząc, że szepcze do niego nocami. Żaden lekarz nie chciał się jednak podjąć operacji. Mordake popełnił samobójstwo w wieku 23 lat.

## Najwcześniejsze wzmianki
Pierwszy znany opis Mordake'a ukazał się w artykule w „Boston Post” z 1895 autorstwa Charlesa Lotina Hildretha . Artykuł opisywał listę przypadków nazwanych przez autora „ludzkimi dziwolągami”, w tym kobietę z ogonem ryby, mężczyznę z ciałem pająka i Edwarda Mordake'a

## Opis wAnomalies and Curiosities of Medicine
Wydana w 1896 encyklopedia medyczna Anomalies and Curiosities of Medicine przedstawiła opis Mordake'a, nie podając jednak kiedy miał on żyć. Opis ten był kopią artykułu Hildretha. W encyklopedii przedstawiono opis anatomiczny przypadku Mordake'a, nie przedstawiono jednak medycznej diagnozy tej rzadkiej deformacji. Taki defekt mógł być formą Craniopagus parasiticus (pasożytująca głowa bliźniaka z nierozwiniętym ciałem) , rodzajem diprosopus (zdwojeniem części lub całości struktur twarzy) lub ekstremalną formą asymetrycznie nierozdzielonych bliźniąt.
Opis z Anomalies and Curiosities of Medicine:

Jedną z najdziwaczniejszych i najbardziej melancholijnych historii ludzkich deformacji jest ta Edwarda Mordake'a, o którym mówiono, że był dziedzicem jednego z najznamienitszych parostw Anglii. Jednakże nigdy nie zdobył tytułu para i popełnił samobójstwo w wieku dwudziestu trzech lat. Żył w całkowitym odosobnieniu, odmawiając spotkań nawet członkom własnej rodziny. Był młodym człowiekiem o znacznych osiągnięciach, dogłębnie wykształconym i muzykiem o rzadkich zdolnościach. Jego postawa odznaczała się wdziękiem a jego twarz – trzeba zaznaczyć, jego naturalna twarz – była urody Antinousa. Lecz z tyłu jego głowy była inna twarz, twarz pięknej dziewczyny, urocza jak sen, ohydna jak diabeł. Żeńska twarz była ledwie maską zajmującą jedynie mały kawałek tylnej części czaszki, wykazującą jednakże wszelkie oznaki inteligencji, jakkolwiek złośliwego rodzaju. Można było zobaczyć jak śmieje się i drwi, gdy Mordake płakał. Oczy mogły śledzić ruchy obserwatora a usta mamrotały bez ustanku. Nie dało się usłyszeć żadnego głosu, lecz Mordake zaręczał, że nocami nie dawały mu zasnąć nienawistne szepty jego, jak to nazywał, „diabelskiej bliźniaczki, która nigdy nie śpi, lecz opowiada mi ciągle o takich rzeczach, o których tylko mówią w piekle. Żadna wyobraźnia nie pojmie strasznych pokus, które przede mną stawia. Przez jakieś niewybaczone niegodziwości mych przodków jestem przyrośnięty do tego szatana, bo szatan to jest z pewnością. Błagam was i zaklinam byście zmiażdżyli te pozory ludzkiej natury, nawet jeślibym ja miał przy tym umrzeć.” Takie były słowa nieszczęsnego Mordake'a do Manversa i Treadwella, jego lekarzy. Pomimo starannej obserwacji udało mu się zdobyć truciznę, od której zginął, pozostawiwszy list z żądaniem zniszczenia „twarzy demona” przed jego pogrzebem „aby nie kontynuowała swych przerażających szeptów w moim grobie”. Na swą własną prośbę został pochowany w odludnym miejscu, bez kamienia czy napisu by zaznaczyć jego grób.

## Kultura masowa
Mordake był bohaterem różnych tekstów, sztuk i piosenek:
- Mordake był przedstawiony jako „2 bardzo specjalne przypadki” na liście „10 ludzi z dodatkowymi kończynami lub palcami” w wydaniu 1976 The Book of Lists[5]
- Tom Waits napisał piosenkę o Mordake'u zatytułowaną „Poor Edward”. Umieścił ją w albumie Alice z 2002[6]
- Trzy epizody serialu stacji FX American Horror Story: Freak Show przedstawiają postać Edwarda Mordrake'a granego przez Wesa Bentleya. Są to Edward Mordrake część 1, Edward Mordrake część 2 oraz Bis[potrzebny przypis].
- Do Edwarda Mordrake'a nawiązuje także wątek z powieści pt. Harry Potter i Kamień Filozoficzny, gdy okazuje się, że profesor Kwiryniusz Quirrell, jeden z nauczycieli w Szkole Magii i Czarodziejstwa Hogwart, z tyłu głowy miał drugą twarz, którą ukrywał pod purpurowym turbanem - twarz Lorda Voldemorta, który go opętał i wykorzystywał do swoich celów[potrzebny przypis].